# ¡Shazam! La furia de los dioses
¡Shazam! La furia de los dioses (en inglés: Shazam! Fury of the Gods), también conocida como Shazam 2, es una película de superhéroes estadounidense de 2023 basada en el personaje de DC Comics Shazam. Producida por New Line Cinema, DC Studios, Safran Company y distribuida por Warner Bros. Pictures, es la secuela de ¡Shazam! (2019) y la 12.ª entrega del Universo extendido de DC (DCEU). La película fue dirigida por David F. Sandberg, al igual que la primera parte, con un guion de Henry Gayden y Chris Morgan. La película está protagonizada por Zachary Levi, Asher Angel, Jack Dylan Grazer, Rachel Zegler, Adam Brody, Ross Butler, Meagan Good, Lucy Liu, Djimon Hounsou y Helen Mirren. En la cinta, una familia de héroes adolescentes liderada por Billy Batson / Shazam lucha contra las hijas de Atlas.
Una secuela de Shazam! comenzó a desarrollarse poco después del lanzamiento de esa película en abril de 2019, con Gayden regresando como escritor. Sandberg y Levi (Shazam) también estaban programados para regresar en diciembre. El título y el resto del elenco que regresa se confirmaron en agosto de 2020, con Zegler, Mirren y Liu como las hijas de Atlas a principios de 2021. La filmación comenzó en mayo en Atlanta, Georgia, y concluyó en agosto de ese año.
¡Shazam! La furia de los dioses se estrenó en Latinoamérica el 16 de marzo de 2023 y en Estados Unidos el 17 de marzo de 2023. La cinta se estrenó en formato digital en HBO Max el 7 de abril de 2023.

## Argumento
Dos años después de la derrota de Thaddeus Sivana, en Atenas, Grecia, dos de las hijas del Titán Atlas, Hespera (Helen Mirren) y Calipso (Lucy Liu), irrumpen en el Museo de la Acrópolis para robar el bastón roto del Mago (Djimon Hounsou). Luego se llevan al Mago y lo encarcelan, obligándolo a recitar la palabra «¡Shazam!» reparando así el bastón y activando sus poderes.
En Filadelfia, Billy Batson / Shazam (Asher Angel / Zachary Levi), junto a sus hermanos adoptivos, salva a un grupo de personas cuando el Puente Benjamin Franklin sufre un desperfecto, pero son criticados por no poder evitar que se derrumbe. En casa, todos se están distanciando debido a que están creciendo y tienen intereses distintos. A Billy le preocupa que lo echen de la casa de la familia Vásquez después de cumplir 18 años y dejar el sistema de acogida por la mayoría de edad. En un sueño, el Mago le advierte a Billy sobre las hijas de Atlas y éste reúne a sus hermanos para investigar esta nueva amenaza.
Freddy (Jack Dylan Grazer / Adam Brody), que es acosado en la escuela, conoce a una nueva chica llamada Anne (Rachel Zegler), ambos desarrollan una relación y luego él le muestra su yo como superhéroe adulto. Desafortunadamente, Hespera y Kalypso llegan con el bastón y le roban los poderes a Freddy. Entonces se revela que Anne es su hermana menor, Anthea. Mientras Billy, con sus hermanos, está a punto de salvar a Freddy, las hijas del dios lo secuestran y luego colocan una cúpula alrededor de la ciudad, atrapando a la Familia Shazam y a los residentes de la ciudad. Freddy es encarcelado junto al Mago en su reino del más allá. Hespera y Kalypso revelan que quieren venganza porque el Mago mató a su padre Atlas y les quitó sus poderes.
La familia va a la Roca de la Eternidad. Se encuentran con un bolígrafo sensible mágico apodado "Steve", que usan para redactar una carta para Hespera pidiéndole un trato para salvar a Freddy y a su ciudad. Billy se encuentra con Hespera en una hamburguesería, donde ella admite que su padre era un tirano y que su familia robó todos los poderes de los dioses. La familia lucha contra ella junto con Kalypso, quien toma los poderes de Pedro (Jovan Armand / D. J. Cotrona) usando el bastón. Luego, Hespera roba la Manzana dorada, la semilla del Árbol de la Vida. Mientras tanto, Freddy y el Mago intentan escapar del Reino de los Dioses con la ayuda de Anthea justo cuando Hespera regresa con la manzana. Sin embargo, las Hijas discuten porque Hespera y Anthea quieren usar la Manzana para revivir su reino, mientras que Kalypso desea plantarla en la Tierra para conquistarla. Freddy roba la manzana, pero lo descubren, aunque Billy y la Familia Shazam aparecen y Freddy recupera sus poderes.
Billy, Freddy y el resto de la familia acompañados del Mago se revelan como superhéroes adultos a sus padres cuando un dragón llamado Ladón está a punto de destruir su casa. Kalypso los persigue para recuperar la manzana, y cada miembro pierde sus poderes. Mary (Grace Fulton) sale volando con la manzana, pero es electrocutada, pierde sus poderes y cae. Billy elige salvarla, lo que le permite a Kalypso recuperar la manzana. Ella declara sus intenciones de plantar el Árbol en la Tierra, en lugar de en el Reino de los Dioses, con la intención de terraformar la Tierra. Kalypso hiere mortalmente a Hespera y despoja de sus poderes a Anthea cuando se le oponen. Más tarde, ella planta el árbol en Citizens Bank Park, que genera monstruos que atacan la ciudad. La familia se detiene en un estacionamiento para ver el caos. Billy se siente desesperanzado y le pide al Mago que le quite sus poderes. Éste le dice a Billy que lo eligió por su desinterés y preocupación por su familia, sabiendo que podría ser una misión suicida, aunque el Mago le asegura que es un verdadero héroe.
Al prestar atención a las palabras del Mago, Billy se convierte en Shazam para detener a Kalypso, la familia intenta ayudarlo y Darla (Faithe Herman / Meagan Good) le pregunta a Steve cuál es la debilidad de las criaturas, resultando ser los unicornios. Todos se bajan de la camioneta excepto los padres, y los jóvenes con el Mago miran a su alrededor. Darla encuentra un unicornio y le da Skittles, haciéndose amiga de él; pronto aparece una manada, permitiendo que cada uno de ellos monte uno. Shazam convence a una Hespera moribunda para que lo ayude a detener a su hermana. Él hace que Kalypso lo persiga, deteniéndose en el árbol donde está el estadio, mientras que Hespera encoge la cúpula para contenerlos. Finalmente, los padres, Anthea y Freddy están cerca de la cúpula donde Billy está listo para luchar contra Kalypso solo. Billy lucha contra Kalypso y Ladón antes de matarlos a ambos sobrecargando el bastón con electricidad, destruyendo el árbol y el ejército de Kalypso con ellos, a costa de su propia vida.
Anthea lleva a la afligida familia de Billy a su reino para su funeral mientras lloran por él. La semidiosa Diana, la Mujer Maravilla (Gal Gadot), aparece de repente y repara el bastón, y lo usa para revivir a Billy, quien felizmente se reúne con su familia. Luego, Billy usa el bastón para restaurar los poderes de sus hermanos y los de Anthea y el Mago. La familia arregla su casa con Anne y el Mago viviendo en su mundo.
En una escena a mitad de créditos, Billy conoce a Emilia Harcourt (Jennifer Holland) y John Economos (Steve Agee), quienes lo reclutan en nombre de Amanda Waller para unirse a la Sociedad de la Justicia, aunque Billy rechaza la oferta y enumera posibles nombres alternativos para la Sociedad de la Justicia, incluida la Sociedad de la Autoridad.
En una escena poscréditos, Thaddeus Sivana (Mark Strong), todavía en prisión, se encuentra con Mister Mind (David F. Sandberg) una vez más y se siente frustrado por su incapacidad para comenzar a ejecutar su plan.

## Reparto
- Zachary Levi como Shazam:
El campeón del mago Shazam y el alter ego de superhéroe del adolescente Billy Batson, quien posee "la sabiduría de Salomón, la fuerza de Hércules, la resistencia de Atlas, el poder de Zeus, el valor de Aquiles y la velocidad de Mercurio".[9]
  - Asher Angel como William "Billy" Batson: Un adolescente y un hijo adoptivo que se transforma en un superhéroe adulto al decir «¡Shazam!».[10]
- Jack Dylan Grazer como Frederick "Freddy" Freeman:
El hermano adoptivo de Billy, el cual es físicamente discapacitado y fanático de los superhéroes.[10]
  - Adam Brody interpreta la forma de superhéroe adulto del personaje.[10]
- Rachel Zegler como Anne / Anthea: La hija menor de Atlas, quien tiene habilidades de manipulación de la realidad, y el interés amoroso de Freddy.[11]
- Ian Chen como Eugene Choi: El hermano adoptivo menor de Billy, un gamer obsesivo. 
  - Ross Butler interpreta la forma de superhéroe adulto de Eugene.[12]
- Faithe Herman como Darla Dudley: La bondadosa hermana menor adoptiva de Billy. 
  - Meagan Good interpreta su forma de superhéroe adulta.[10]
- Grace Caroline Currey como Mary Bromfield: La hermana adoptiva mayor madura y académicamente impulsada de Billy.
  - Currey también interpreta la forma de superhéroe adulta de Mary.[12][13]
- Jovan Armand como Pedro Peña: El hermano adoptivo mayor de Billy y un niño tímido y sensible. 
  - D. J. Cotrona interpreta a su forma de superhéroe adulto.[12]
- Lucy Liu como Kalypso: La hija media de Atlas, quien tiene el poder del caos.[14]
- Djimon Hounsou como el Mago Shazam: Un antiguo mago que le dio a Billy sus poderes después de nombrarlo campeón.[15]
- Helen Mirren como Hespera: La hija mayor de Atlas, quien tiene la habilidad de controlar los elementos.[16]

La familia de acogida de Billy también incluye a Marta Milans como Rosa Vásquez, la madre adoptiva de Billy y sus hermanos; y Cooper Andrews como Víctor Vásquez, el padre adoptivo de Billy y sus hermanos. Rizwan Manji, quien interpretó a Jamil en la serie de televisión del DCEU Peacemaker, aparece como un extra.Gal Gadot repite su papel del DCEU como Diana Prince / Mujer Maravilla, junto a Jennifer Holland como Emilia Harcourt y Steve Agee como John Economos en la escena de mitad de créditos y Mark Strong como el Dr. Thaddeus Sivana en la escena poscréditos, respectivamente. La esposa del director David F. Sandberg, Lotta Losten, quien anteriormente interpretó a la Dra. Lynn Crosby en la primera película, aparece brevemente como un nuevo personaje.

## Producción
Una secuela de Shazam! comenzó su desarrollo poco después del estreno de la primera película en abril de 2019, con Gayden regresando como guionista. Sandberg y Levi también fueron confirmados para regresar ese diciembre. El título y el resto del elenco que regresaba se confirmaron en agosto de 2020, con Zegler, Mirren y Liu siendo anunciadas como las hijas de Atlas a principios de 2021. El rodaje comenzó en mayo de 2021 en Atlanta, Georgia, y concluyó a finales de agosto de 2021.

### Desarrollo
Después del exitoso primer fin de semana de estreno de Shazam!, en abril de 2019, se reveló que Henry Gayden volvería para escribir el guion de una secuela. También se esperaba que regresaran el director David F. Sandberg y el productor Peter Safran. Más tarde ese mes, Michelle Borth, quien interpretó la forma de superhéroe adulta de Mary Bromfield en la primera película, dijo que había firmado un contrato de cinco películas para el papel y se esperaba que regresara para al menos una secuela. Zachary Levi confirmó en junio de ese año que volvería a interpretar a Shazam en la secuela, y reveló que la escritura había comenzado antes de un inicio de rodaje planificado a mediados de 2020. Se confirmó que Sandberg y gran parte del equipo de la primera película regresarían para la secuela en diciembre de 2019, cuando New Line Cinema y Warner Bros. Pictures programaron su estreno para el 1 de abril de 2022. En abril de 2020, se retrasó la película al 4 de noviembre de 2022 debido a la pandemia de COVID-19.

### Preproducción
En junio de 2020, Marta Milans confirmó que volvería a interpretar su papel de madre adoptiva, Rosa Vásquez, en la secuela y reveló que el rodaje también se había retrasado por la pandemia. Durante el evento virtual DC FanDome en agosto de 2020, se reveló que el título de la película sería Shazam! Fury of the Gods, y los miembros del elenco que regresaban, incluidos Asher Angel como el adolescente Billy Batson y Levi como su contraparte de superhéroe adulto, Jack Dylan Grazer como Frederick "Freddy" Freeman y Adam Brody como su contraparte adulta, Faithe Herman como Darla Dudley y Meagan Good como su contraparte adulta, Grace Fulton como Mary Bromfield y Borth como su contraparte adulta, Ian Chen como Eugene Choi y Ross Butler como su contraparte adulta, y Jovan Armand como Pedro Peña con D. J. Cotrona como su contraparte adulta. El mes siguiente, Levi dijo que el rodaje comenzaría a principios de 2021.
El estreno de la película se retrasó nuevamente en octubre de 2021 hasta el 2 de junio de 2023. El mes siguiente, Mark Strong dijo que estaba esperando saber si regresaría como el Dr. Thaddeus Sivana en la secuela. En enero de 2021, Good dijo que el rodaje comenzaría en mayo, y Rachel Zegler fue elegida para un "papel clave" no revelado al mes siguiente. Se reveló que Geoff Johns estaba produciendo la película a través de su compañía Mad Ghost Productions, junto con Safran y su compañía The Safran Company. Chris Morgan también contribuyó al guion de la película. En marzo de ese año, Helen Mirren fue elegida como Hespera, una hija de Atlas, y se reveló que Zegler interpretaría a una de las hermanas de Hespera. Lucy Liu fue elegida como Kalypso, otra de las hijas de Atlas, el mes siguiente. En mayo, Strong dijo que el Dr. Sivana no aparecería en la secuela, y se confirmó que Cooper Andrews repetiría su papel como el padre adoptivo Víctor Vásquez de la primera película.

### Rodaje
La fotografía principal comenzó el 26 de mayo de 2021, en Atlanta, Georgia, con Gyula Pados como director de fotografía. La producción de la película se retrasó desde un comienzo inicial a mediados de 2020 debido a la pandemia de COVID-19. En junio de 2021, Sandberg reveló que Fulton también estaba interpretando la forma de superhéroe adulta de Mary en la película, reemplazando a Borth, con el cabello y el maquillaje de Fulton ajustados para la versión de superhéroe. Un mes después, las fotos del set revelaron que Djimon Hounsou volvería a interpretar su papel del mago Shazam. El rodaje concluyó el 31 de agosto de 2021.

### Posproducción
En marzo de 2022, Warner Bros. ajustó su calendario de estrenos debido al impacto del COVID-19 en la carga de trabajo de los proveedores de efectos visuales. The Flash y Aquaman y el Reino Perdido se trasladaron de 2022 a 2023 para dar tiempo a que se completara su trabajo de efectos visuales, mientras que ¡Shazam! Fury of the Gods se movió a la fecha de estreno anterior de Aquaman y el Reino Perdido del 16 de diciembre de 2022, debido a que estaría lista para su estreno antes. En abril de 2022, la fecha de estreno de la película se retrasó cinco días hasta el 21 de diciembre de ese año, para evitar la competencia con Avatar: The Way of Water. Se reveló además que Rizwan Manji aparecería como un personaje sin nombre en julio de 2022. Safran sugirió a Manji para el papel, quien también produjo la serie de televisión Peacemaker, en la que Manji interpretó a Jamil. Sandberg aprobó el casting, a pesar de que la serie está ambientada en el mismo universo que la película, porque pensó que Manji solo tenía un pequeño papel en Peacemaker. Se sorprendió al saber que Manji tiene un papel importante y aparece en la secuencia del título de apertura de la serie. El creador de Peacemaker, James Gunn, sugirió que el personaje de Manji en Fury of the Gods podría ser el hermano de Jamil. En agosto, después de que WarnerMedia se fusionara con Discovery, Inc. para formar Warner Bros. Discovery, el estudio retrasó la película hasta el 17 de marzo de 2023 (nuevamente tomando la fecha de estreno anterior de Aquaman y el Reino Perdido), para ayudar a distribuir los costos de marketing y distribución de sus largometrajes. Esto también alejó Shazam! Fury of the Gods de Avatar: The Way of Water.

## Música
En junio de 2022, Sandberg reveló que Benjamin Wallfisch no pudo regresar como compositor de la primera película debido a conflictos de programación, con Christophe Beck reemplazándolo para la secuela y ya comenzando a trabajar para entonces.

## Mercadotecnia
Sandberg promocionó la secuela durante un panel virtual en el evento DC FanDome de agosto de 2020, anunciando el título de la película y el elenco que regresaría. En junio de 2021, después de una semana de rodaje, Sandberg lanzó un clip corto con Levi en su nuevo traje para la película; esto se produjo después de que se filtraran varias fotos del traje durante esa semana. Para adelantarse a más filtraciones de disfraces, Sandberg lanzó una imagen de Levi, Brody, Good, Fulton, Butler y Cotrona con sus nuevos trajes de superhéroes para la película a fines de ese mes. Imágenes detrás de escena y arte conceptual de la película se revelaron durante el evento DC FanDome en octubre de 2021, con Rob Bricken de io9 y Gregory Lawrence de Collider expresando su entusiasmo por los nuevos miembros del elenco, los personajes, las ubicaciones y la mitología revelada en las imágenes. Levi, Angel, Grazer y Mirren promocionaron la película en el panel de Warner Bros. en CinemaCon en abril de 2022, revelando nuevas imágenes de la película. La película también se promocionó en la Convención Internacional de Cómics de San Diego en julio de ese año, donde se lanzó el primer tráiler de la cinta.

## Estreno
¡Shazam! La furia de los dioses fue estrenada en Estados Unidos el 17 de marzo de 2023. Su estreno estaba originalmente programado para el 1 de abril de 2022, antes de que se retrasara hasta el 4 de noviembre de 2022, y luego para el 2 de junio de 2023 debido a la pandemia de COVID-19. Luego se adelantó al 16 de diciembre de 2022, ya que estaba lista para estrenarse antes que otras películas de DC retrasadas por la pandemia. Esa fecha había sido asignada previamente a Aquaman y el Reino Perdido. La fecha de estreno se retrasó cinco días hasta el 21 de diciembre de abril de 2022, antes de pasar a la fecha de estreno de Aquaman y el Reino Perdido nuevamente (la fecha de marzo de 2023) en agosto de 2022 cuando Warner Bros. Discovery estaba tratando de repartir los costos de marketing y distribución.
Esto también significó que pantallas de IMAX que habrían sido utilizadas por Avatar: The Way of Water estarían disponibles para la película.
La película se hizo disponible en formato digital en HBO Max el 7 de abril de 2023.

## Recepción

### Taquilla
En los Estados Unidos y Canadá, Shazam! La furia de los dioses recaudó entre $35 y 40 millones de dólares en 4,300 salas en su primer fin de semana de estreno. La película logró obtener $3.5 millones de dólares en el preestreno de jueves por la noche, debajo de los $5.9 millones de la primera película en abril de 2019.

### Crítica
Shazam! Fury of the Gods recibió reseñas generalmente mixtas de parte de la crítica y la audiencia. En el sitio web agregador de reseñas especializado Rotten Tomatoes, la película posee una aprobación de 49%, basada en 241 reseñas, con una calificación de 5.6/10, y con un consenso crítico que dice: "Más desenfocada y menos satisfactoria que su predecesora, Shazam! Fury of the Gods todavía conserva el suficiente encanto tonto de los materiales de origen para salvar el día." De parte de la audiencia tiene una aprobación de 78%, basada en más de 10 000 votos, con una calificación de 3.9/5.
El sitio web Metacritic le dio a la película una puntuación de 47 de 100, basada en 49 reseñas, indicando "reseñas mixtas o promedio". Las audiencias encuestadas por CinemaScore le otorgaron a la película una "B+" en una escala de A+ a F, mientras que en el sitio IMDb los usuarios le asignaron una calificación de 6.0/10, sobre la base de más de 83 000 votos. En la página web FilmAffinity la cinta tiene una calificación de 5.1/10, basada en 3495 votos.